# Povo eleito

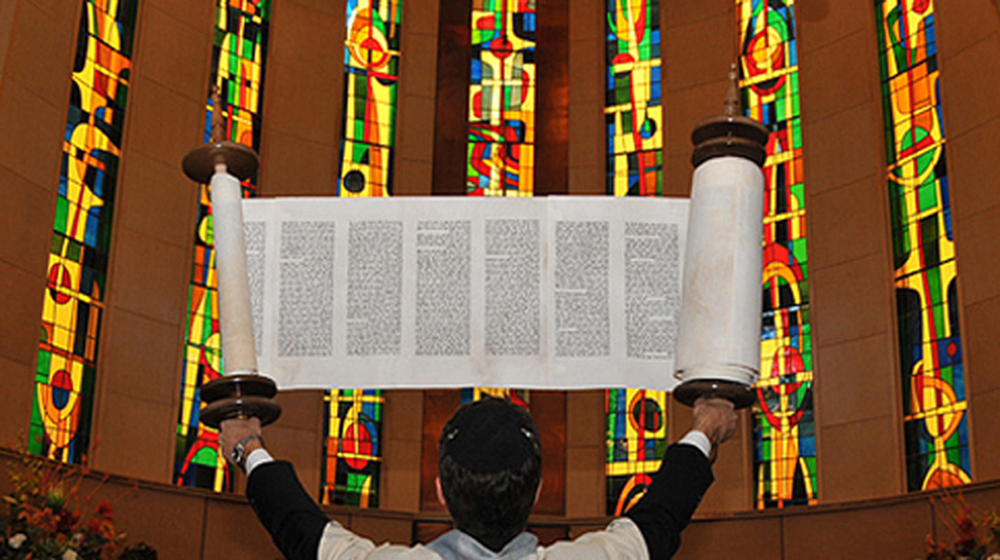
A Torá, principal documento sagrado do judaísmo, aberta na sinagoga reconstrucionista de Montreal (Canadá).

(...)Sereis santos; pois eu Jeová vosso Deus, sou santo.

Levítico, 19:2.
No judaísmo, existe a crença de que os judeus são o povo eleito, ou seja, que foram escolhidos ("foram eleitos, escolhidos") para fazer parte de um pacto (a Aliança) com Deus. Esta ideia é encontrada pela primeira vez na Torá (os cinco livros de Moisés, também incluídos na Bíblia cristã sob o título de Pentateuco) e é elaborada nos livros subsequentes da Bíblia hebraica ("Tanakh"). Muito tem sido escrito sobre o tema da eleição divina e tópicos relacionados, especialmente na literatura rabínica. As três principais escolas judaicas – judaísmo ortodoxo, judaísmo conservador e judaísmo reformista – mantêm a crença de que os judeus foram escolhidos por Deus para um propósito.
De acordo com o Israel Democracy Institute ("Instituto de Democracia de Israel"), aproximadamente dois terços dos judeus israelenses acreditam que os judeus são o "povo eleito".

## Contexto etimológico
O termo "povo escolhido" é uma tradução livre dos termos bíblicos ʿam segullah ("povo do tesouro") e ʿam nahallah ("povo da herança").

## Eleição, não superioridade na diferença étnica
Agora, pois, se atentamente ouvirdes a minha voz e guardardes a minha aliança, sereis a minha possessão peculiar dentre todos os povos (pois minha é toda a terra),
e vós me sereis reino de sacerdotes e nação santa. Estas são as palavras que falarás aos filhos de Israel.

Êxodo, 19:5-6.
Para compreender corretamente o significado de povo escolhido, conforme interpretado pela fé judaica, devemos também examinar o Talmude, um dos textos sagrados do Judaísmo: o texto da Torá oral.
O Talmude conta a seguinte parábola:

"O Santo, Bendito seja, uniu o Seu nome a Israel. A este respeito, pode-se fazer uma comparação com um rei que tinha a chave de um pequeno baú. O rei disse: 'Se eu deixar assim, será perdido. Eis que farei uma corrente para ele, para que, se for perdido, a corrente indicará onde está'. Da mesma forma falou o Santo, Bendito seja: 'Se eu deixar os filhos de Israel como estão, eles serão 'engolidos' entre as nações pagãs. Portanto, anexarei Meu grande Nome a eles e eles viverão'." (p. Taan. 65 b.).

A expressão bíblica "Deus de Israel" é explicada desta forma:

"O Santo, Bendito seja, disse a Israel: «Eu sou Deus para todos aqueles que vêm ao mundo, mas associei meu nome apenas a você. Não sou chamado de Deus dos idólatras, mas de Deus de Israel"

O conceito de "eleição" não deve ser mal compreendido. A eleição, sustentam as autoridades rabínicas, não implica qualquer superioridade na diferença étnica – Israel não é o povo de Deus pelos seus próprios méritos ou por uma suposta pureza da raça, mas pela vontade divina. A eleição é um mandato, uma missão a cumprir que não foi confiada a mais ninguém. Mesmo os não-judeus (ou seja, os Góis, ou seja, as outras nações) podem viver de acordo com a justiça e ter um relacionamento com o Criador: de fato, as sete leis de Noé foram reveladas para eles e deveriam ser observadas por todos os povos.

## Eleição na Bíblia
De acordo com a interpretação judaica tradicional da Bíblia, o caráter de Israel como povo escolhido é incondicional, como afirma Deuteronômio 14:2:
- «Porque és povo santo ao Senhor teu Deus; e o Senhor te escolheu, de todos os povos que há sobre a face da terra, para lhe seres o seu próprio povo.» (Deuteronômio 14:2)

A Torá também afirma:
- «Agora, pois, se diligentemente ouvirdes a minha voz e guardardes a minha aliança, então sereis a minha propriedade peculiar dentre todos os povos, porque toda a terra é minha.» (Êxodo 19:5)

Deus promete nunca trocar Seu povo por outras pessoas:
- «E estabelecerei a minha aliança entre mim e ti e a tua descendência depois de ti em suas gerações, por aliança perpétua, para te ser a ti por Deus, e à tua descendência depois de ti.» (Gênesis 17:7)

Outras passagens bíblicas sobre a eleição:
- «E vós me sereis um reino sacerdotal e o povo santo. Estas são as palavras que falarás aos filhos de Israel.» (Êxodo 19:6)
- «(...)tu, ó Senhor, és nosso Pai; nosso Redentor desde a antiguidade é o teu nome.» (Isaías 63:16)
- «Mas agora, ó Senhor, tu és nosso Pai; nós o barro e tu o nosso oleiro; e todos nós a obra das tuas mãos.» (Isaías 64:8)
- «E, porquanto amou teus pais, e escolheu a sua descendência depois deles, te tirou do Egito diante de si, com a sua grande força» (Deuteronômio 4:37)
- «Tão-somente o Senhor se agradou de teus pais para os amar; e a vós, descendência deles, escolheu, depois deles, de todos os povos como neste dia se vê.» (Deuteronômio 10:15)
- «Tu a quem tomei desde os fins da terra, e te chamei dentre os seus mais excelentes, e te disse: Tu és o meu servo, a ti escolhi e nunca te rejeitei.» (Isaías 41:9)
- «O Senhor não tomou prazer em vós, nem vos escolheu, porque a vossa multidão era mais do que a de todos os outros povos, pois vós éreis menos em número do que todos os povos; Mas, porque o Senhor vos amava, e para guardar o juramento que fizera a vossos pais(...)» (Deuteronômio 7:7)
- «Filhos sois do SENHOR vosso Deus; não vos dareis golpes, nem fareis calva entre vossos olhos por causa de algum morto. Porque és povo santo ao Senhor teu Deus; e o Senhor te escolheu, de todos os povos que há sobre a face da terra, para lhe seres o seu próprio povo.» (Deuteronômio 14:1)
- «Voltai, ó filhos rebeldes, eu curarei as vossas rebeliões. Eis-nos aqui, vimos a ti; porque tu és o Senhor nosso Deus.» (Jeremias 3:22)
- «Tende piedade de vosso povo, que é chamado pelo vosso nome, e de Israel, que tratastes como vosso filho primogênito.» (Eclesiástico 36:14)
- «(...)porquanto és povo santo ao Senhor teu Deus. Não cozerás o cabrito com leite da sua mãe.[5]» (Deuteronômio 14:21)
- «Ou se Deus intentou ir tomar para si um povo do meio de outro povo com provas, com sinais, e com milagres, e com peleja, e com mão forte, e com braço estendido, e com grandes espantos, conforme a tudo quanto o Senhor vosso Deus vos fez no Egito aos vossos olhos? A ti te foi mostrado para que soubesses que o Senhor é Deus; nenhum outro há senão ele.» (Deuteronômio 4:34) (a eleição como uma característica distintiva do Deus abraâmico)
- «Recompensais assim ao Senhor, povo louco e ignorante? Não é ele teu pai que te adquiriu, te fez e te estabeleceu?» (Deuteronômio 32:6)
- «Esqueceste-te da Rocha que te gerou; e em esquecimento puseste o Deus que te formou» (Deuteronômio 32:18)
- «Então dirás a Faraó: Assim diz o Senhor: Israel é meu filho, meu primogênito.» (Êxodo 4:22)
- «(...)porque sou um pai para Israel, e Efraim é o meu primogênito.» (Jeremias 31:9)
- «De todas as famílias da terra só a vós vos tenho conhecido; portanto eu vos punirei por todas as vossas iniquidades.» (Amós 3:2)

## Opiniões rabínicas sobre a eleição
(...)Já que Tu que trabalhas a salvação, escolheste-nos entre todos os povos e línguas e trouxe-nos, nosso Rei, para mais perto do Teu grande Nome com amor para que possamos homenagear a Ti, proclamar a Tua Unidade, temer e amar ao Teu Nome.. ." - Sidur

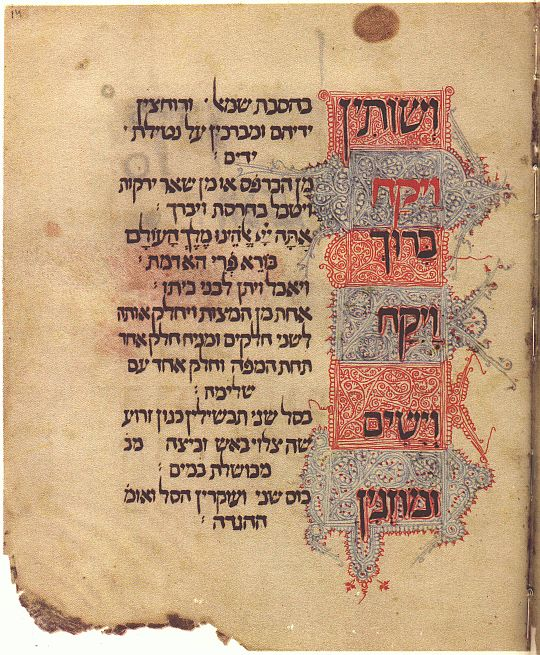
Página da Agadá de Kaufmann, em pergaminho.

A ideia de eleição (como vocação, escolha) foi interpretada pelos judeus de duas maneiras:
I) Deus escolheu os israelitas;
II) os israelitas escolheram Deus.
Embora coletivamente esta segunda escolha tenha sido feita livremente, os judeus religiosos afirmam que isto também cria uma obrigação individual para os descendentes dos israelitas. Outra opinião é que a escolha foi livre num contexto "limitado": embora os judeus tenham escolhido seguir os preceitos ordenados por Deus, a Cabala e o Tania ensinam que mesmo antes da Criação, a "alma judaica" já havia sido escolhida.
Fundamental para o conceito judaico de eleição é que ela cria restrições exclusivas aos judeus, enquanto os não-judeus recebem outras alianças e outras responsabilidades de Deus. Em geral, não envolve recompensas reservadas apenas aos judeus. A literatura rabínica clássica na Mishná Avot 3:14 fornece este ensinamento:

Rabino Aquiba costumava dizer: 'Amado é o homem, porque foi criado à imagem de Deus; e o fato de Deus ter dado a conhecer que o homem foi criado à Sua imagem é indicativo de um amor ainda maior.(Gênesis 9:6) 'Porque o homem foi feito à imagem de Deus', a Mishná continua afirmando: 'Amados são o povo de Israel, porque são chamados filhos de Deus; mas é um amor ainda maior que lhes seja dado a conhecer que são chamados filhos de Deus, como se diz: Vós sois filhos do Senhor vosso Deus. Bendito o povo de Israel, porque é um artigo precioso [a Torá] foi dada a eles...'"

A maioria dos textos judaicos não registra que "Deus escolheu os judeus" e é isso. Pelo contrário, isto está normalmente ligado a uma missão ou propósito, tal como a proclamação da mensagem divina a todas as nações, embora os judeus não possam renunciar à sua "eleição", mesmo que se esquivem à missão. Isto implica um dever especial, que se desenvolve a partir da crença de que os judeus estavam comprometidos com a Aliança que Deus concluiu com o patriarca bíblico Abraão, o seu antepassado, e novamente com toda a nação judaica no Monte Sinai. Nesta perspectiva, os judeus são chamados a viver uma vida santa, como povo de sacerdotes de Deus.
No livro de orações judaico (o Sidur), a eleição é mencionada de várias maneiras. A bênção para a leitura da Torá diz:
Bendito és Tu, ó Senhor nosso Deus, Rei do universo, que nos escolheu entre todas as nações e nos deu a Tua Torá. - Sidur
No "Kidush", oração de santificação onde o Shabat é inaugurado com uma taça de vinho, o texto afirma:
Pois você nos escolheu e nos santificou dentre todas as nações e nos deu o Shabat como um legado de amor e favor. Louvado seja você, ó Senhor, que santifica o Shabat. - Kidush
No "Kidush" apresentado durante festivais, ele diz:
Bem-aventurado és tu... que nos escolheste dentre todas as nações, e nos exaltaste acima de todas as línguas, e nos santificaste pelos Teus mandamentos. - Kidush
Uma forma anterior dessa oração, usada nos tempos medievais, continha um trecho adicional:

É nosso dever louvar o Senhor de tudo, atribuir grandeza ao Autor da criação, que não nos fez como os povos das nações nem nos colocou como as famílias da terra; que não nos deu a nossa porção como sendo deles, nem o nosso destino como o das multidões, pois eles adoram a vaidade e o vazio, e oram a um deus que não pode salvar.

A frase adicional em itálico é uma alusão à Bíblia, Isaías 45:20:
Congregai-vos e vinde; chegai-vos todos juntos, os que escapastes das nações; não têm entendimento os que carregam o lenho da sua imagem esculpida, e oram a um deus que não pode salvar. - Isaías 45:20
Na Idade Média, alguns membros da comunidade cristã passaram a acreditar que esta frase se referia aos cristãos que adoravam Jesus (numa cruz de madeira) e foi solicitada a sua remoção. O rabino polonês Ismar Elbogen, historiador da liturgia judaica, argumentou que a forma original de oração era anterior à era cristã e, portanto, não poderia referir-se a ela.

### Outras interpretações
A seção a seguir contém informações da Enciclopédia Judaica, publicada entre 1901 e 1906, que está em domínio público.
De acordo com os professores judeus, "Israel é de todas as nações a mais obstinada e teimosa, e era tarefa da Torá dar-lhe a função correta e o poder de permanência, caso contrário o 'mundo' não poderia resistir à [sua] ferocidade".
"O Senhor ofereceu a Lei a todas as nações; mas todos se recusaram a aceitá-la, exceto Israel".
"Como entendemos que 'um gentio que dedica sua vida ao estudo e à observância da Lei tem uma posição tão elevada quanto o sumo sacerdote'", diz o rabino Meïr, deduzindo o raciocínio de Lev. XVIII:5; II Sam. vii:19; Isa. xxvi:2; Sal. xxxiii:1, cxviii:20, cxxv:4, onde toda a ênfase é colocada, não em Israel, mas no homem ou no justo. (O homem é de fato considerado como um mundo: desta exegese judaica deduz-se que quem mata um homem é como se estivesse destruindo [o] mundo: ver Alma e Quatro Mundos)
A Guemará afirma o acima a respeito de um não-judeu que estuda a Torá, mas sobre isso ver Shita Mekubetzes, Bava Kama 38a, que relata isso como um exagero. Em qualquer caso, esta afirmação não parece ter sido feita para elogiar o não-judeu, mas sim a Torá, como explicam os Rishonim.
O Tosafot explica que usa o exemplo de um kohen gadol (sumo sacerdote), já que a afirmação é baseada no versículo "y'kara hi mipnimim" (é mais precioso que pérolas). Isto é explicado em outras partes da Gemara como significando que a Torá é mais preciosa pnimim (aqui traduzida como "dentro" em vez de "pérolas"; portanto, que a Torá é absorvida introspectivamente pela pessoa, dentro, na pessoa), o que se refere para lifnai v'lifnim (traduzido como "o mais íntimo dos lugares"), ou seja, o Santo dos Santos onde o kahon gadol entra; muitas vezes, de fato, até a tradição oral da Cabala compara, com uma metáfora, cada judeu a um diamante que pode ser inicialmente bruto, mas depois trabalhado com maestria, neste caso por Deus, pelo pai e/ou por um rabino ou Chakham.
No entanto, no Midrash Rabá (Bamidbar 13:15) esta afirmação é feita com um acréscimo importante: um não-judeu que se converte e estuda a Torá ocupa uma posição igualmente elevada... etc.
Novamente, a nação de Israel também é comparada à oliveira. Tal como este fruto só produz o seu precioso óleo depois de ter sido muito prensado e espremido, também o destino de Israel é de grande opressão e dificuldade, para que possa transmitir a todos a sua sabedoria esclarecedora. A pobreza é a qualidade que melhor se adapta a Israel como povo escolhido (Ḥag. 9b). Somente graças às suas boas obras Israel está entre as nações "como o lírio entre os espinhos", ou "como o trigo entre o joio".

## Visões do judaísmo ortodoxo moderno

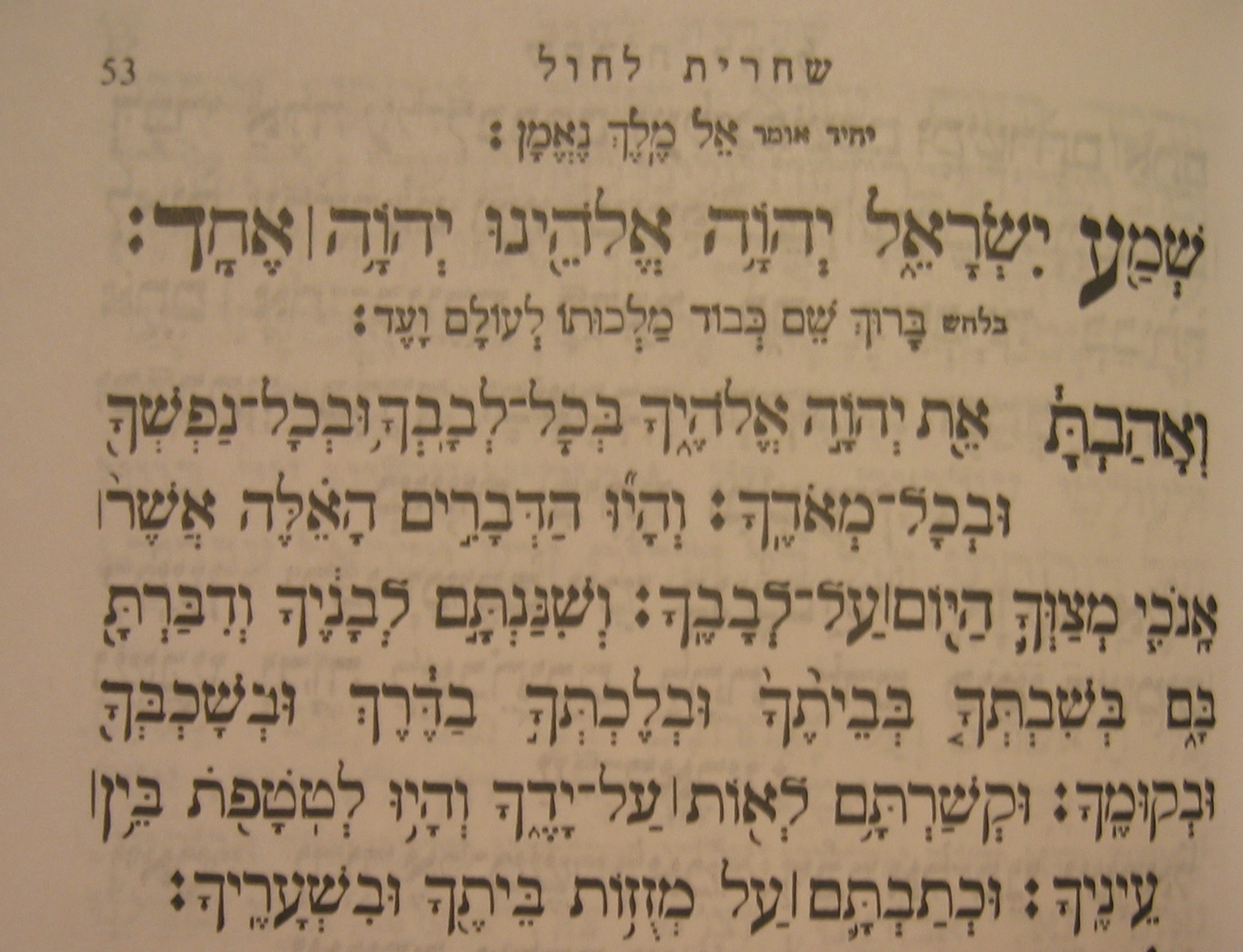
O primeiro parágrafo do Shemá conforme aparece no Sidur.

O rabino Lorde Immanuel Jakobovits, ex-Rabino-Chefe das Sinagogas Unidas da Grã-Bretanha (judaísmo ortodoxo moderno), descreve a "eleição do povo judeu":

Sim, acredito no conceito de povo eleito afirmado pelo Judaísmo nos seus escritos sagrados, nas suas orações e na sua tradição milenar. Na verdade, acredito que cada povo – e na verdade, num sentido mais limitado, cada indivíduo – é "escolhido" ou destinado a algum propósito distinto para realizar os desígnios da Providência. Só que alguns cumprem a sua missão e outros não. Talvez os gregos tenham sido escolhidos pelas suas maravilhosas contribuições na arte e na filosofia, os romanos pelas suas contribuições inovadoras para a lei e o governo, os britânicos por trazerem o sistema parlamentar ao mundo, e os americanos por estabelecerem a democracia numa sociedade pluralista. Os judeus foram escolhidos por Deus para serem "propriedade entre todos os povos" como os pioneiros da religião e da moralidade, que era e é o seu propósito nacional.

O rabino Norman Lamm, um dos líderes do judaísmo ortodoxo moderno, escreve:

A eleição de Israel refere-se exclusivamente à sua vocação espiritual incorporada na Torá: a doutrina, de fato, foi anunciada no Sinai. Sempre que é mencionado em nossa liturgia - como na bênção que precede imediatamente o Shemá... está sempre ligado à Torá ou às mitsvot (mandamentos). Esta vocação espiritual consiste em duas funções complementares, descritas como "Goy Kadosh", a de uma nação santa, e "Mamlekhet Kohanim", a de um reino de sacerdotes. O primeiro termo indica o desenvolvimento de uma separação comum ou diferença partitiva a fim de alcançar a autotranscendência coletiva [...] O segundo termo implica a obrigação desta irmandade espiritual elitista para com o resto da humanidade; o sacerdócio é definido pelos profetas fundamentalmente como uma vocação didática.

## Visões do judaísmo conservador
O judaísmo conservador e o seu homólogo israelense, o judaísmo masorti, veem o conceito de eleição desta forma:

Poucas crenças foram tão mal compreendidas quanto a doutrina do "povo escolhido". A Torá e os Profetas afirmaram claramente que isto não implica qualquer superioridade judaica inata. Nas palavras de Amós 3:2: "De todas as famílias da terra só a vós vos tenho conhecido; portanto eu vos punirei por todas as vossas iniquidades." A Torá nos diz que devemos ser "um reino de sacerdotes e uma nação santa" com obrigações e deveres que fluem de nossa disposição de aceitar este estado. Longe de ser uma licença de privilégio especial, implicava responsabilidades adicionais não apenas para com Deus, mas para com outros seres humanos. Conforme expresso na bênção durante a leitura da Torá, o nosso povo sempre considerou um privilégio ser escolhido para tal propósito. Para o judeu tradicional moderno, a doutrina de eleição e aliança de Israel oferece um propósito para a existência judaica que transcende os seus próprios interesses. Sugere que, devido à nossa história especial e herança única, somos capazes de demonstrar que um povo que leva a sério a ideia de estar em aliança com Deus pode não apenas prosperar mesmo diante da opressão, mas pode ser uma fonte de bênção para seus filhos e para seus vizinhos. Obriga-nos a construir uma sociedade justa e compassiva em todo o mundo e particularmente na Terra de Israel, onde podemos ensinar pelo exemplo o que significa ser um "povo da aliança, luz dos gentios".
O rabino Reuven Hammer do judaísmo masorti, comenta sobre a omissão da frase na oração mencionada de Aleinu:

Originalmente o texto relatava que Deus não nos fez como as nações que “adoram a vaidade e o vazio, e oram a um deus que não pode salvar”, [...] Na Idade Média, essas palavras foram censuradas, pois a Igreja acreditava que eles eram um insulto ao cristianismo. Deixá-los de lado dá a impressão de que o Aleinu ensina que somos diferentes e melhores que os outros. A verdadeira intenção [em vez disso] é dizer que somos gratos por Deus ter nos iluminado para que, ao contrário dos pagãos, adoremos o Deus verdadeiro e não os ídolos. Não há superioridade inerente em ser judeu, mas na verdade afirmamos a superioridade da fé monoteísta sobre o paganismo. Embora o paganismo ainda exista hoje, não somos mais os únicos que têm fé em um Deus.

## Judaísmo reformista
O judaísmo reformista vê o conceito do povo eleito da seguinte forma:

Ao longo dos séculos, tem sido missão de Israel dar testemunho do Divino face a todas as formas de paganismo e materialismo. Consideramos que é nossa tarefa histórica colaborar com todos os seres humanos no estabelecimento do reino de Deus, da fraternidade universal, da justiça, da verdade e da paz na terra. Este é o nosso objetivo messiânico.
Em 1999, o movimento reformista declarou:

Afirmamos que o povo judeu está ligado a Deus por uma Aliança eterna, que se reflete nas nossas diversas concepções de Criação, Revelação e Redenção [...] Somos Israel, um povo que aspira à santidade, escolhido através da nossa antiga aliança e da nossa história particular, única entre as nações no testemunho da presença de Deus. Estamos vinculados por essa aliança e por essa história a todos os judeus em todos os tempos e lugares.

## Visões alternativas cabalísticas e filosóficas
Muitas fontes cabalísticas contêm afirmações de que a alma judaica é qualitativamente diferente da alma não-judaica.

### Valor das almas
Várias fontes cabalísticas medievais contêm afirmações de que a alma judaica é ontologicamente diferente das almas dos não-judeus; por exemplo, alguns acreditam que os judeus têm três níveis de alma: nefesh, ruach e neshamá, enquanto os não-judeus têm apenas nefesh. O Zohar comenta o versículo bíblico que diz “Produzam as águas enxames de seres viventes”, como segue: "O versículo 'criaturas que têm alma vivente' é destinado aos judeus, porque eles são filhos de Deus, e de Deus vêm suas almas santas... e as almas de outras nações, de onde elas vêm? O rabino Elazar diz que eles têm uma alma com um lado esquerdo impuro e, portanto, são todos impuros, profanando qualquer um que se aproxime deles" (comentário do Zohar sobre Gênesis).
Esta hostilidade de base teológica pode ter sido uma resposta a algumas demonizações medievais contra os judeus, que se desenvolveram em algumas partes da sociedade e do pensamento ocidental e cristão, a partir de escritos patrísticos. De acordo com o cabalista místico Isaac Luria (1534-72) e outros comentaristas do Zohar, os gentios justos (ou seja, aqueles que cumprem as Leis de Noé) não têm esse aspecto demoníaco e são em muitos aspectos semelhantes às almas judaicas. Vários cabalistas renomados, incluindo o Rabino Pinchas Eliyahu de Vilnius, autor do Sefer ha-Brit, acreditavam que apenas alguns elementos marginais da humanidade representam essas forças demoníacas. Por outro lado, as almas dos hereges judeus têm muito mais energia satânica do que os piores idólatras; esta visão é popular em alguns círculos chassídicos, especialmente entre chassídicos Satmar.
Alguns trabalhos cabalísticos posteriores elaboram e aprofundam essas ideias. Um ponto de vista é aquele representado pela obra hassídica Tania (1797), que sustenta o caráter diferente da alma dos judeus: enquanto um não-judeu, segundo o autor, rabino Shneur Zalman de Liadi (n. 1745), pode alcançar um alto nível de espiritualidade, semelhante a um anjo, sua alma ainda é fundamentalmente diferente em caráter, mas não em valor, da judaica. Uma opinião semelhante é expressa no início do livro filosófico medieval Kuzari, de Yehuda Halevi (1075-1141 d.C.). Menachem Mendel Schneersohn, conhecido como Tzemach Tzedek e terceiro Rebe de Chabad, escreveu que os muçulmanos são por natureza pessoas generosas e de bom coração. O rabino Yosef Jacobson, um respeitado professor Chabad contemporâneo, ensina que no mundo de hoje a maioria dos não-judeus pertence à categoria de gentios justos, tornando assim anacrônica a atitude de Tania.
Muitos cabalistas proeminentes rejeitaram a ideia de diversidade entre as almas e acreditam na igualdade essencial de todas as almas humanas. O talmudista italiano Menahem Azariah da Fano (1548-1620), em seu livro Reincarnazione delle anime ("Reencarnação das Almas"), fornece muitos exemplos de figuras bíblicas não-judias que reencarnaram como judeus e vice-versa; o rabino místico contemporâneo de Chabad, Dov Ber Pinson, ensina que as distinções entre judeus e não-judeus em obras como o Tania não devem ser entendidas literalmente como se referindo às propriedades externas de uma pessoa (em qual comunidade religiosa eles nasceram, etc.), mas antes como uma referência às propriedades da alma, pois ela pode reencarnar em qualquer comunidade religiosa.
Outro renomado rabino Chabad, Abraham Yehudah Khein (nascido em 1878 na Ucrânia), afirmou que os gentios espiritualmente elevados têm uma alma essencialmente judaica, "faltando apenas a conversão formal ao judaísmo" e que os judeus não espirituais são "judeus simplesmente em seus documentos de nascimento". "O rabino Khein era um forte antissionista e anarquista comunista que considerava Pyotr Alekseevič Kropotkin um grande Tsadic. Khein lê essencialmente o Tania ao contrário: uma vez que as almas dos adoradores de ídolos são notoriamente más, de acordo com o Tania, enquanto as almas judaicas são notoriamente boas, ele conclui que pessoas verdadeiramente altruístas são certamente judias, num sentido espiritual, enquanto judeus nacionalistas e opressores de classe não são. Por esta lógica, Khein afirma que o filósofo Vladimir Sergeevich Solovyov e Rabindranath Tagore provavelmente têm almas judaicas, enquanto Leon Trótski e outras figuras totalitárias não as têm, e muitos sionistas, que ele comparou a macacos, são judeus apenas no nome. O grande cabalista do século XX, Yehuda Ashlag, considerava os termos "judeu" e "gentio" como diferentes níveis de percepção, disponíveis para cada alma humana.
David Halperin argumenta que o colapso da influência da Cabala entre os judeus da Europa Ocidental durante os séculos XVII e XVIII, foi o resultado da dissonância cognitiva que alguns membros da Cabala sentiram entre as suas percepções negativas dos gentios e as suas relações pessoais positivas com os não-judeus, relações que estavam se expandindo e melhorando rapidamente neste período devido à influência do Iluminismo.

### Igualdade de mérito
Vários cabalistas renomados argumentaram que a Cabala transcende as fronteiras do judaísmo e pode servir como base da teosofia inter-religiosa e da religião universal. O rabino Pinchas Elia Hurwitz, proeminente cabalista lituano-galego do século XVIII e um defensor moderado do Haskalá (Iluminismo judaico), exortou o amor fraternal e a solidariedade entre todas as nações e acreditava que a Cabala poderia capacitar todos, judeus e gentios, com habilidades proféticas.
As obras de Abraham Cohen de Herrera (1570-1635) estão repletas de referências a filósofos místicos gentios. Esta abordagem era especialmente comum entre os judeus italianos da Renascença e pós-Renascença. Os cabalistas italianos do final da Idade Média e da Renascença, como Yohanan Alemanno, David Messer Leon e Abraham Yagel, aderiram aos ideais humanísticos e incorporaram os ensinamentos de vários místicos cristãos e pagãos.
Um dos principais representantes deste ramo humanista da Cabala foi o rabino Elijah Benamozegh, que elogiou explicitamente o cristianismo, o islamismo, o zoroastrismo, o hinduísmo, bem como toda uma série de antigos sistemas místicos pagãos. Benamozegh acreditava que a Cabala poderia reconciliar as diferenças entre as religiões do mundo, que representam diferentes aspectos e fases da espiritualidade humana universal. Em seus escritos, Benamozegh interpreta o Novo Testamento, Hádice, Veda, Avestá e mistérios pagãos de acordo com a teosofia cabalística.
Uma perspectiva diferente é fornecida por Elliot R. Wolfson ao listar numerosos exemplos do século XVII ao século XX, o que contesta a opinião de Halperin citada acima, bem como a noção de que o "judaísmo moderno" rejeitou ou rejeitou este "aspecto obsoleto" do religião e, conforme afirma, ainda existem cabalistas que contemplam esta ideia. Wolfson afirma que embora seja correto dizer que muitos judeus consideram a distinção ofensiva, é incorreto dizer que a ideia foi totalmente rejeitada em todos os quadrantes. Como argumenta Wolfson, é um dever ético por parte dos estudiosos continuar vigilantes em relação a este assunto e desta forma a tradição pode ser aperfeiçoada a partir de dentro.
Contudo, como explicado acima, muitos cabalistas bem conhecidos rejeitaram a interpretação literal destas visões aparentemente discriminatórias. Na verdade, afirmaram que o termo "judeu" deveria ser interpretado metaforicamente, como uma referência ao desenvolvimento espiritual da alma, e não como uma denominação superficial da pessoa, e acrescentaram uma série de estados intermediários entre "judeus" e idólatras, ou espiritualizaram a mesma definição de "judeus" e "não-judeus", sustentando que a alma pode reencarnar em diferentes comunidades (judias ou não), bem como dentro de uma única.

### Retidão dos gentios
O rabino Nachman de Breslau também acreditava que o judaísmo é um nível de percepção no consciente, e não uma qualidade inata intrínseca. O Rebe Nachman escreveu que, de acordo com o Livro de Malaquias, "judeus em potencial" podem ser encontrados em todas as nações, cujas almas são iluminadas pela pulsação da "santa fé", que "ativa" o judaísmo em suas almas. Estas pessoas poderiam converter-se ao judaísmo, mas preferem não fazê-lo: em vez disso, reconhecem a unidade divina que está em suas religiões pagãs.
O rabino Isaac ben Moses Arama, um influente filósofo e místico espanhol do século XV, acreditava que os não-judeus justos eram espiritualmente iguais aos judeus justos. O rabino Menachem Meiri, famoso comentarista talmúdico catalão e filósofo maimonidiano, considerava todas as pessoas que professam sinceramente uma religião ética, como sendo "parte" do grande "Israel espiritual". Ele incluiu explicitamente cristãos e muçulmanos nesta categoria e rejeitou todas as leis talmúdicas que discriminavam entre judeus e não-judeus, argumentando que tais leis se aplicavam apenas aos antigos idólatras, que não tinham senso de moralidade. As únicas exceções que Meiri reconheceu foram apenas algumas leis relacionadas direta ou indiretamente com casamentos mistos. Meiri aplicou sua ideia de um "Israel espiritual" às declarações talmúdicas sobre as qualidades únicas do povo judeu. Por exemplo, ele acreditava que o famoso ditado de que Israel está acima das predestinações astrológicas ("Ein Mazal le-Israel") também se aplicava aos seguidores de outras religiões éticas. Ele também acreditava que regiões habitadas por não-judeus moralmente corretos, como no Languedoc, eram parte espiritual da Terra Santa.

### Spinoza

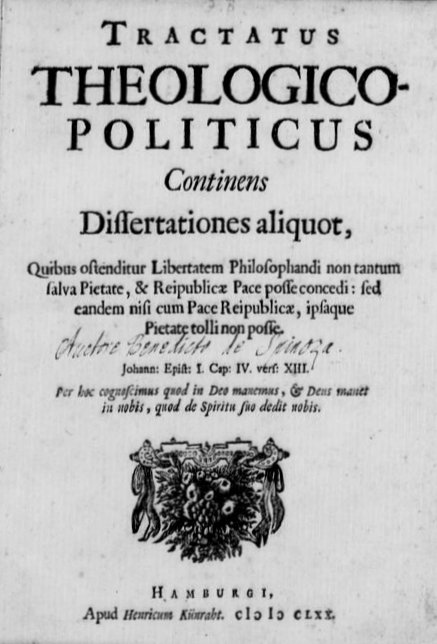
Página de título da editio princeps do Tratado Teológico-Político de Baruch Spinoza (Künraht, 1670).

Um dos críticos dos "judeus como povo eleito" foi o filósofo Baruch Spinoza. No terceiro capítulo de seu Tractatus Theologico-Politicus, Spinoza constrói um argumento contra o que ele vê como uma interpretação ingênua da escolha de Deus pelos judeus. Fornecendo evidências da própria Bíblia, Spinoza argumenta que a escolha do poder divino de Israel não foi única (Deus escolheu outras nações antes de escolher a nação judaica), e que a escolha dos judeus não é nem inclusiva (não inclui todos os judeus, mas apenas os "piedosos") nem exclusiva (também inclui "genuínos" profetas gentios). Finalmente, afirma que a escolha de Deus não é incondicional: recordando as inúmeras vezes em que Deus ameaçou a destruição total da nação judaica, afirma que esta "escolha" não é absoluta, nem eterna, nem necessária. Além disso, no aforismo n. 12, Spinoza escreve: "portanto, os judeus hoje não têm absolutamente nada que possam atribuir a si mesmos, mas não a outros povos..."

### Einstein
Em uma carta em alemão ao filósofo Eric Gutkind, datada de 3 de janeiro de 1954, o físico Albert Einstein escreveu:
A palavra Deus é para mim nada mais do que a expressão e o produto das fraquezas humanas, a Bíblia uma coleção de lendas honrosas, mas ainda primitivas, que são, no entanto, bem infantis. Nenhuma interpretação, não importa quão sutil, pode (para mim) mudar isso... Para mim, a religião judaica, como todas as outras religiões, é uma encarnação das superstições mais infantis. E o povo judeu ao qual pertenço de bom grado e com cuja mentalidade tenho uma profunda afinidade, não tem qualidade diferente para mim do que todas as outras pessoas... Não consigo ver nada de "escolhido" neles.

## Crítica reconstrucionista
O judaísmo reconstrucionista rejeita o conceito de "eleição". O seu fundador, rabino Mordecai Kaplan, disse que a ideia de que Deus escolheu o povo judeu leva a crenças racistas entre os próprios judeus e, portanto, deve ser removida da teologia judaica. Esta rejeição da eleição é explicitada nos livros de orações (Sidurim) do movimento.
Por exemplo, a bênção tradicional recitada antes da leitura da Torá contém a frase "asher bahar banu mikol ha'amim" - "Louvado seja o Senhor nosso Deus, Rei do Universo, que nos escolheu entre todos os povos, dando-nos a Torá". A versão reconstrucionista é reescrita como "asher kervanu la'avodato", "Louvado seja o Senhor nosso Deus, Rei do Universo, que nos trouxe ao Seu serviço, dando-nos a Torá".
Em meados da década de 1980, o movimento reconstrucionista publicou a sua Plataforma do Reconstrucionismo, com a declaração de que a ideia de eleição é "moralmente insustentável" porque qualquer pessoa que defenda tais crenças "implica a superioridade da comunidade escolhida e a rejeição de outras".
Nem todos os reconstrucionistas aceitam esta visão. O último sidur do movimento, o Kol Haneshamah, inclui as bênçãos tradicionais como uma opção, e alguns escritores reconstrucionistas modernos observaram que a redação tradicional não é racista e deveria ser aceita.
Um livro de orações original da poetisa feminista reconstrucionista Marcia Falk, The Book of Blessings ("O Livro das Bênçãos"), foi amplamente aceito tanto pelos judeus reformistas quanto pelos reconstrucionistas. Falk rejeita todos os conceitos de hierarquia ou distinção: acredita que qualquer distinção leva à aceitação de outros tipos de distinções, conduzindo assim a preconceitos. Ela escreve que, como feminista politicamente liberal, deve rejeitar distinções entre homens e mulheres, homossexuais e heterossexuais, judeus e não-judeus e, até certo ponto, até mesmo distinções entre o Shabat e os outros seis dias da semana. Falk, portanto, rejeita a ideia de um povo escolhido como imoral. Também rejeita a teologia judaica em geral e, em vez disso, defende uma forma de humanismo religioso. Falk escreve:
A ideia de Israel como povo escolhido de Deus [...] é um conceito-chave no judaísmo rabínico. No entanto, é particularmente problemático para muitos judeus hoje, pois parece contrastar com a crença monoteísta de que toda a humanidade foi criada à imagem de Deus – e, consequentemente, toda a humanidade é igualmente amada e valorizada por Deus[..] Acho difícil conceber um judaísmo feminista que inclua isto nos seus ensinamentos: a valorização de um povo acima de outros é demasiado semelhante a privilegiar um sexo em detrimento de outro.
A autora reconstrucionista Judith Plaskow também critica a ideia de um povo escolhido, por muitas das mesmas razões de Falk. Lésbica politicamente liberal, Plaskow rejeita a maioria das distinções entre homens e mulheres, homossexuais e heterossexuais, judeus e não-judeus. Ao contrário de Falk, Plaskow não rejeita todos os conceitos de diferença como levando inerentemente a crenças antiéticas, e mantém uma forma mais clássica de teísmo judaico.
Uma série de respostas a estas opiniões foram dadas por judeus reformistas e conservadores, argumentando que estas críticas são contra ensinamentos que não existem dentro das formas liberais do judaísmo, e que são raros mesmo no judaísmo ortodoxo (fora de algumas comunidades haredi, como o Chabad). Uma crítica separada deriva da existência de formas feministas de judaísmo em todas as correntes judaicas, que não têm problemas com os conceitos do povo eleito.

## Opiniões de outras religiões

### Islã
Os "Filhos de Israel" gozam de um estatuto especial no texto sagrado islâmico, o Alcorão:
Ó Israelitas, recordai-vos das Minhas mercês, com as quais vos agraciei, e de que vos preferi aos vossos contemporâneos.
No entanto, estudiosos muçulmanos apontam que essa condição não confere nenhuma superioridade racial aos israelitas e é válida apenas enquanto os israelitas mantiverem sua aliança com Deus. O Alcorão assim declara:
Allah cumpriu uma antiga promessa feita aos israelitas, e designou-lhes doze chefes, dentre eles, dizendo: "Estarei convosco, se observardes a oração, pagardes o zacate, crerdes nos Meus mensageiros, socorrerde-los e emprestardes espontaneamente a Allah; absolverei as vossas faltas e vos introduzirei em jardins, abaixo dos quais correm os rios. Mas quem de vós pecar, depois disto, desviar-se-á da verdadeira senda".

### Cristianismo

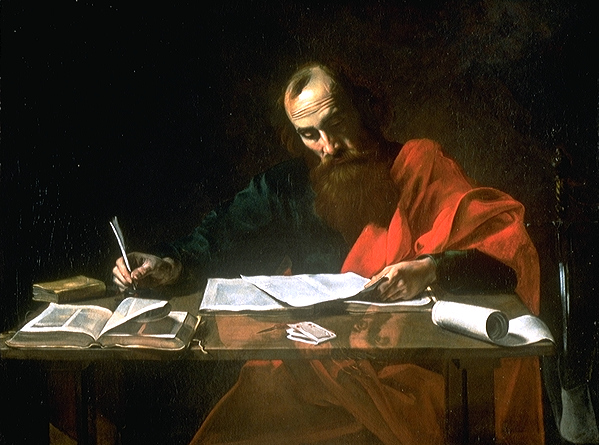
Representação artística de São Paulo escrevendo suas epístolas, século XVI (Coleção da Fundação Blaffer, Houston, Texas). Paulo foi a primeira figura importante na história cristã a defender a visão de que a lei judaica não é mais válida.

Alguns cristãos acreditam que os judeus eram o povo escolhido de Deus, mas por causa da rejeição judaica a Jesus, os cristãos, por sua vez, receberam esse status especial. Essa doutrina é conhecida como supersessionismo.
Outros cristãos, como os cristadelfianos, acreditam que Deus não rejeitou Israel como seu povo escolhido e que os judeus de fato aceitarão Jesus como seu Messias em sua Segunda Vinda, resultando em sua salvação. A visão de que os judeus ainda mantêm seu status como o povo escolhido também está associada à teologia dispensacional, promovida por John Nelson Darby e Cyrus Scofield.
Santo Agostinho criticou a escolha judaica como "carnal". Ele argumentou que Israel foi escolhido "segundo a carne".
O Jamieson-Fausset-Brown Bible Commentary argumenta similarmente que Deus fez de Israel a "nação santa" para cumprir exclusivamente as promessas feitas aos seus "antepassados piedosos". Eles argumentam que as visões supremacistas judaicas são infundadas, com os judeus sendo frequentemente descritos como um pequeno povo que se envolveu em conduta moral "perversa" na Bíblia.
O Catecismo da Igreja Católica descreve o "Povo de Deus" como se referindo a todas as pessoas que têm fé em Cristo e são batizadas. Elas têm características "que as distinguem de todos os outros grupos religiosos, étnicos, políticos ou culturais encontrados na história".

#### Enfoque psicológico
Em um nível psicológico, argumenta-se que o fato é que os não judeus veem essa "eleição" do povo judeu com admiração e, às vezes, temor, reconhecendo inconscientemente sua base e, portanto, sentindo "inveja" e medo - encontrando provas dessa eleição na excelência dos judeus nos campos do conhecimento humano. Segundo alguns sociólogos, isso levou às grandes perseguições antissemitas da história e, no século passado, ao Holocausto.

## Influência nas relações com outras religiões
Avi Beker, um acadêmico e ex-secretário-geral do Congresso Judaico Mundial, considera a ideia do povo escolhido como o conceito definidor do judaísmo, "um problema psicológico, histórico e teológico central implícito, o fulcro da relação judaico-gentia". Beker vê o conceito de eleição como a força motriz das relações entre judeus e gentios, o que explica tanto a admiração quanto, mais agudamente, a inveja e o ódio que o mundo sempre sentiu pelos judeus em termos religiosos e também seculares. Beker argumenta que, embora o cristianismo tenha modificado sua doutrina sobre a dispersão dos judeus, ele acusa o islamismo de ainda não ter alterado ou reformado sua teologia sobre a sucessão de judeus e cristãos. Segundo Baker, isso constitui um sério obstáculo à resolução de conflitos entre árabes e israelenses.

## Etnocentrismo e racismo
O filósofo israelense Ze'ev Levy escreve que a eleição pode ser "(parcialmente) justificada apenas do ponto de vista histórico" no que diz respeito à sua contribuição espiritual e moral para a vida judaica ao longo dos séculos, um poderoso agente de consolação e esperança". Ele salienta, no entanto, que as teorias antropológicas modernas "não apenas proclamam a igualdade universal intrínseca de todas as pessoas [como] seres humanos, mas também enfatizam a equivalência de todas as culturas humanas" (itálico no original). Levy continua dizendo que "não existem pessoas ou culturas inferiores ou superiores, mas apenas diferentes, outras". Ele conclui dizendo que o conceito de povo eleito implica um etnocentrismo "que não anda de mãos dadas com a alteridade, isto é, com o respeito incondicional à alteridade".
Entretanto, o que Levy diz não leva em conta as definições de "povo escolhido" que o judaísmo geralmente propõe em suas muitas Declarações, relatadas acima. O mesmo vale para alguns estudiosos, que argumentaram no passado que o conceito de povo escolhido no judaísmo é racista, porque implica que os judeus são superiores aos não judeus. A Liga Antidifamação (ADL), no entanto, juntamente com outras autoridades, argumenta que o conceito de povo escolhido dentro do judaísmo não tem nada a ver com "superioridade racial", mas sim é uma descrição do relacionamento especial dos judeus com Deus.